# Endopsylla agilis
Endopsylla agilis är en tvåvingeart som beskrevs av Johannes Cornelis Hendrik de Meijere 1907. Endopsylla agilis ingår i släktet Endopsylla och familjen gallmyggor.